# Ungheria ai Giochi della II Olimpiade
L'Ungheria partecipò ai Giochi della II Olimpiade di Parigi. Nonostante all'epoca il paese magiaro fosse parte dell'impero austro-ungarico, i risultati sono considerati dal CIO singolarmente.
In tutto all'Olimpiade presero parte 20 atleti ungheresi che conquistarono cinque medaglie.

## Medaglie

### Medagliere per discipline
| Sport            | Oro | Argento | Bronzo | Totale |
| ---------------- | --- | ------- | ------ | ------ |
| Atletica leggera | 1   | 0       | 1      | 2      |
| Nuoto            | 0   | 2       | 1      | 3      |
| Totale           | 1   | 2       | 2      | 5      |

### Medaglie d'oro
| Medaglia | Nome         | Sport            | Evento           |
| -------- | ------------ | ---------------- | ---------------- |
| Oro      | Rudolf Bauer | Atletica leggera | Lancio del disco |

### Medaglie d'argento
| Medaglia | Nome          | Sport | Evento                  |
| -------- | ------------- | ----- | ----------------------- |
| Argento  | Zoltán Halmay | Nuoto | 200 metri stile libero  |
| Argento  | Zoltán Halmay | Nuoto | 4000 metri stile libero |

### Medaglie di bronzo
| Medaglia | Nome          | Sport            | Evento                  |
| -------- | ------------- | ---------------- | ----------------------- |
| Bronzo   | Lajos Gönczy  | Atletica leggera | Salto in alto           |
| Bronzo   | Zoltán Halmay | Nuoto            | 1000 metri stile libero |

## Atletica leggera
| Evento             | Pos. | Atleta        | Batteria                   | Semifinali | Ripescaggio | Finale      |
| ------------------ | ---- | ------------- | -------------------------- | ---------- | ----------- | ----------- |
|                    |      |               |                            |            |             |             |
| 60 metri           | —    | Pál Koppán    | Sconosciuto AC, batteria 2 | -          | -           | Eliminato   |
| 60 metri           | —    | Ernő Schubert | Sconosciuto AC, batteria 2 | -          | -           | Eliminato   |
|                    |      |               |                            |            |             |             |
| 100 metri          | —    | Pál Koppán    | Sconosciuto 3°, batteria 2 | Eliminato  | Eliminato   | Eliminato   |
| 100 metri          | —    | Ernő Schubert | Sconosciuto 3°, batteria 5 | Eliminato  | Eliminato   | Eliminato   |
|                    |      |               |                            |            |             |             |
| 200 metri          | —    | Ernő Schubert | Sconosciuto 4°, batteria 1 | -          | -           | Eliminato   |
|                    |      |               |                            |            |             |             |
| 400 metri          | —    | Pál Koppán    | Sconosciuto 4°, batteria 2 | -          | -           | Eliminato   |
| 400 metri          | —    | Zoltán Speidl | Sconosciuto AC, batteria 3 | -          | -           | Eliminato   |
|                    |      |               |                            |            |             |             |
| 800 metri          | 5°   | Zoltán Speidl | Sconosciuto 2°, batteria 2 | -          | -           | Sconosciuto |
|                    |      |               |                            |            |             |             |
| 200 metri ostacoli | —    | Zoltán Speidl | Sconosciuto 6°, batteria 2 | -          | -           | Eliminato   |
|                    |      |               |                            |            |             |             |

| Evento                | Pos.   | Atleta         | Qualifiche      | Finale       |
| --------------------- | ------ | -------------- | --------------- | ------------ |
|                       |        |                |                 |              |
| Salto in lungo        | 9°     | Ernő Schubert  | 6,050 metri 9°  | Eliminato    |
| Salto in lungo        | 10°    | Gyula Strausz  | 6,010 metri 10° | Eliminato    |
|                       |        |                |                 |              |
| Salto triplo          | 7°-13° | Pál Koppán     | -               | Sconosciuto  |
|                       |        |                |                 |              |
| Salto in alto         | 3°     | Lajos Gönczy   | -               | 1,75 metri   |
|                       |        |                |                 |              |
| Salto con l'asta      | 4°     | Jakab Kauser   | -               | 3,10 metri   |
|                       |        |                |                 |              |
| Salto triplo da fermo | 5°-10° | Pál Koppán     | -               | Sconosciuto  |
|                       |        |                |                 |              |
| Getto del peso        | 4°     | Rezső Crettier | 11,58 metri 4°  | 12,07 metri  |
| Getto del peso        | 7°     | Artúr Coray    | 11,13 metri 7°  | Eliminato    |
|                       |        |                |                 |              |
| Lancio del disco      | 1°     | Rudolf Bauer   | 36,04 metri 1°  | Non migliora |
| Lancio del disco      | 5°     | Rezső Crettier | 33,65 metri 5°  | Non migliora |
| Lancio del disco      | 11°    | Artúr Coray    | 31,00 metri 11° | Eliminato    |
| Lancio del disco      | 14°    | Gyula Strausz  | 29,80 metri 14° | Eliminato    |
|                       |        |                |                 |              |

## Ginnastica
| Evento        | Pos. | Ginnasta     | Punteggio      |
| ------------- | ---- | ------------ | -------------- |
|               |      |              |                |
| Es. combinati | 88   | Gyula Kakas  | 211            |
| Es. combinati | —    | Gyula Katona | Non completata |
|               |      |              |                |

## Nuoto
| Evento                  | Pos. | Nuotatore     | Semifinali                 | Finale    |
| ----------------------- | ---- | ------------- | -------------------------- | --------- |
|                         |      |               |                            |           |
| 200 metri stile libero  | 2°   | Zoltán Halmay | 2:38.0 1°, semifinale 2    | 2:31.4    |
|                         |      |               |                            |           |
| 1000 metri stile libero | 3°   | Zoltán Halmay | 14:52.0 1°, semifinale 3   | 15:16.4   |
|                         |      |               |                            |           |
| 4000 metri stile libero | 2°   | Zoltán Halmay | 1:11:33.4 1°, semifinale 2 | 1:08:55.4 |
|                         |      |               |                            |           |

## Scherma
| Evento               | Pos.    | Schermidore                        | Primo turno                   | Quarti    | Ripescaggio | Semifinali            | Finale       |
| -------------------- | ------- | ---------------------------------- | ----------------------------- | --------- | ----------- | --------------------- | ------------ |
|                      |         |                                    |                               |           |             |                       |              |
| Sciabola             | 4°      | Amon von Gregurich                 | 1°-4° in pool                 | -         | -           | 1º posto semifinale B | 4º posto 4-3 |
| Sciabola             | 5°      | Gyula von Iványi                   | 1°-4° in pool                 | -         | -           | 1º posto semifinale A | 5º posto 3-4 |
| Sciabola             | 9°-16°  | Hugó Hoch                          | 1°-4° in pool                 | -         | -           | 5°-8° in semifinale B | Eliminato    |
| Sciabola             | 9°-16°  | Todoresku                          | 5° in pool avanza con riserva | -         | -           | 5°-8° in semifinale B | Eliminato    |
|                      |         |                                    |                               |           |             |                       |              |
| Fioretto per maestri | 44°-60° | Márton Endrédy                     | Non avanza dalla giuria       | Eliminato | Eliminato   | Eliminato             | Eliminato    |
|                      |         |                                    |                               |           |             |                       |              |
| Spada per maestri    | 19°-54° | Márton Endrédy                     | 3°-6° pool F                  | -         | -           | Eliminato             | Eliminato    |
| Spada per maestri    | 19°-54° | 2 schermidori dal nome sconosciuto | 3°-6° pool G, H o I           | -         | -           | Eliminato             | Eliminato    |
|                      |         |                                    |                               |           |             |                       |              |